# Aso Rock
Aso Rock − olbrzymia wychodnia, monolit znajdujący się na obrzeżach stolicy Nigerii Abudży.
Jego wysokość to 400 m n.p.m. Wokół wzniesienia zlokalizowane są: siedziba prezydenta, urzędy Nigeryjskiego Zgromadzenia Narodowego oraz Sądu Najwyższego Nigerii. Większość zabudowy miasta znajduje się na południe od skalistej góry. "Aso" oznacza "zwycięski" w lokalnym języku asokoro.
W 2003 u podnóża podpisano Aso Rock Declaration, która potwierdziła prawa zawarte w Harare Declaration z 1991. To deklaracja Wspólnoty Narodów.